# Electrodinamică

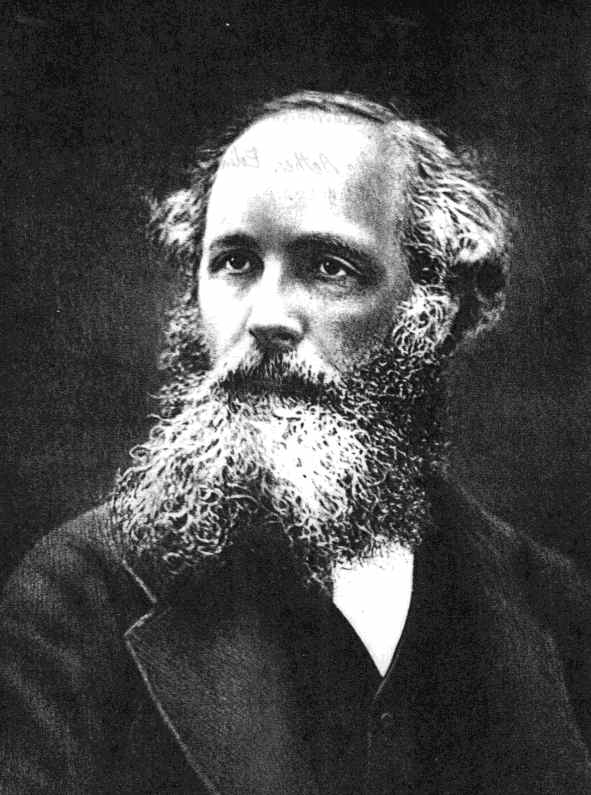
Maxwell

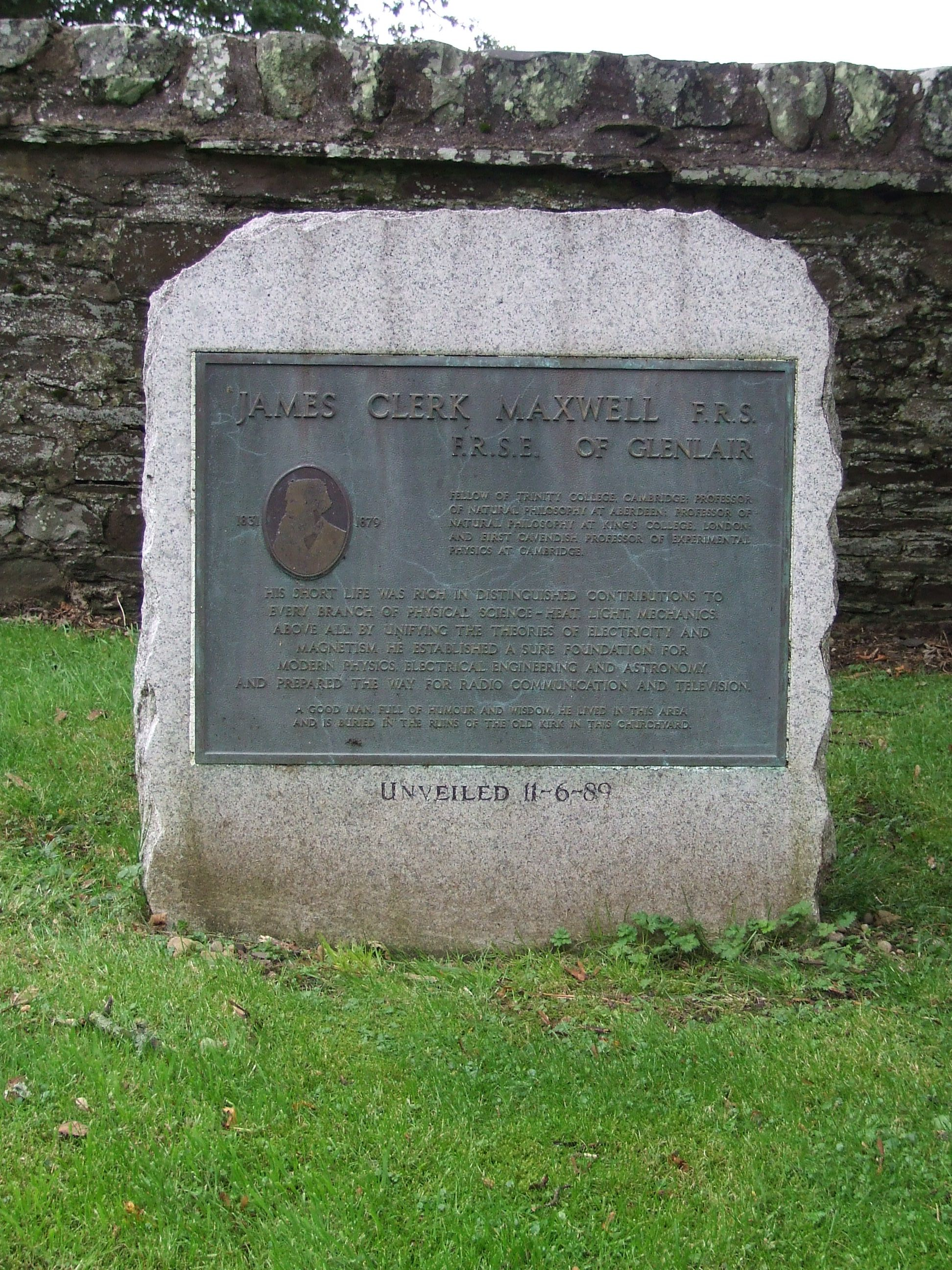
Monument dedicat lui Maxwell în Parton, Dumfries and Galloway, Scoția.

Electrodinamica e teoria clasică a interacțiunilor electromagnetice la scară macroscopică. Ea studiază forțele care se exercită între corpurile încărcate electric, forțe mediate în spațiu și timp de câmpul electromagnetic. Teoria a fost elaborată de Maxwell în a doua jumătate a secolului XIX, prin abstractizarea rezultatelor deja cunoscute din electricitate și magnetism și completarea lor cu fapte experimentale și ipoteze teoretice noi. Consecințe imediate ale electrodinamicii maxwelliene au fost afirmarea existenței undelor electromagnetice și constatarea că lumina e de natură electromagnetică și se propagă sub forma de astfel de unde.
Unificarea fenomenelor electrice, magnetice și optice, ca manifestări ale unei realități fizice numită câmp electromagnetic, și semnificația de constantă fizică fundamentală pe care a căpătat-o viteza luminii în vid, au avut consecințe importante pe planul cunoașterii. Ele l-au îndrumat pe Einstein, o jumătate de secol mai târziu, către elaborarea teoriei relativității restrânse.
Electrodinamica clasică dă o descriere cantitativă corectă a fenomenelor electromagnetice la scară macroscopică și la intensități mari ale câmpului. La scară microscopică, în procese ca emisia și absorbția de radiație de către sistemele atomice, câmpul electromagnetic manifestă însă o structură corpusculară: el apare ca fiind alcătuit din particule de masă zero numite fotoni. Completarea teoriei maxwelliene în conformitate cu principiile fizicii cuantice a dus la teoria cuantică relativistă a interacțiunii electromagnetice: electrodinamica cuantică.
Undele electromagnetice au fost generate în laborator de Hertz, la câțiva ani după moartea lui Maxwell. Aplicațiile lor în electrotehnică, radiotehnică și tehnologia comunicațiilor în general au avut un impact decisiv asupra civilizației moderne.
|  | Dintr-o perspectivă amplă a istoriei omenirii — privită, să zicem, de acum în zece mii de ani — rămâne mică îndoială că cel mai semnificativ eveniment al secolului XIX va fi considerat descoperirea de către Maxwell a legilor electrodinamicii. Războiul Civil American va păli în insignifianță provincială în comparație cu acest important eveniment științific din același deceniu. | — Feynman |

## Câmp electromagnetic

Spectrul undelor electromagnetice.

Interacțiunea electromagnetică este una din forțele fundamentale care acționează între constituenții elementari ai materiei. Faptul că are o rază mare de acțiune (spre deosebire de interacțiunile tare și slabă) și că interacțiunea gravitațională (tot cu rază mare de acțiune) devine importantă doar pentru corpuri foarte masive, face ca interacțiunea electromagnetică să fie determinantă pentru proprietățile materiei la scară macroscopică. Manifestarea sa, sub forma unor forțe care acționează, în oricare punct din spațiu și în oricare moment, asupra materiei încărcate electric, constituie câmpul electromagnetic. Noțiunea de câmp electromagnetic (opusă celei de acțiune la distanță din mecanica newtoniană) este o abstractizare și o precizare a noțiunii de linii de forță, pe care Faraday le vedea ca realitate fizică:
|  | ... Faraday, cu ochiul minții, vedea linii de forță traversând întregul spațiu, unde matematicienii vedeau centre de forță atrăgându-se de la distanță; Faraday vedea un mediu, unde ei nu vedeau nimic decât distanță; Faraday căuta sediul fenomenelor în acțiuni reale petrecându-se în mediu, ei erau mulțumiți că găsiseră în el posibilitatea unei acțiuni la distanță ... | — Maxwell |

Într-o serie de trei memorii, publicate între anii 1855–1864, Maxwell a analizat datele experimentale existente privitoare la electricitate și magnetism, adăugând datele experimentale privitoare la inducția electromagnetică obținute de Faraday, le-a reformulat teoretic și le-a completat cu o ipoteză teoretică proprie referitoare la efectul unui câmp electric variabil. Rezultatul a fost O teorie dinamică a câmpului electromagnetic (A Dynamical Theory of the Electromagnetic Field)  — electrodinamica.
O consecință importantă a cercetărilor lui Maxwell a fost constatarea că un câmp electromagnetic variabil în timp se propagă sub formă de unde electromagnetice, cu o viteză egală (în limita preciziei datelor experimentale din vremea aceea) cu viteza luminii. Concluzia inevitabilă era că lumina constă din unde electromagnetice:
|  | Viteza oscilațiilor transversale din mediul nostru ipotetic, calculată din experimentele electromagnetice ale domnilor Kohlrausch și Weber, se potrivește atât de exact cu viteza luminii calculată din experimentele optice ale domnului Fizeau, încât cu greu putem evita deducția că lumina constă din oscilațiile transversale ale aceluiași mediu care este cauza fenomenelor electrice și magnetice. | — Maxwell |

Natura fizică a mediului care servea drept suport material pentru propagarea undelor electromagnetice, denumit simbolic eter luminifer, nu era precizată de teoria maxwelliană. Experimentul lui Michelson (1881), urmat de Experimentul Michelson-Morley (1887), care urmăreau să pună în evidență existența eterului, au dat rezultate negative. Ipoteza eterului a fost abandonată, câmpul electromagnetic a fost acceptat ca realitate fizică primară, viteza luminii în vid a devenit o constantă fizică fundamentală. Electrodinamica maxwelliană a generat o perspectivă nouă asupra desfășurării fenomenelor fizice în spațiu și în timp; ea a fost un element fundamental pentru Einstein în elaborarea teoriei relativității restrânse (1905).

### Densitate de sarcină și densitate de curent
Sursele câmpului electromagnetic sunt sarcinile electrice elementare din materie: electroni încărcați negativ și protoni încărcați pozitiv. În electrodinamica clasică, la scară macroscopică, sarcina electrică apare însă distribuită continuu; distribuția e caracterizată prin densitatea de sarcină {\displaystyle \rho \left(\mathbf {r} ,t\right)} și densitatea de curent {\displaystyle \mathbf {J} \left(\mathbf {r} ,t\right)\,}, funcții de poziție și de timp. Legea conservării sarcinii electrice cere să fie satisfăcută ecuația de continuitate
{\displaystyle \left(1\right)}{\displaystyle {\frac {\partial \rho }{\partial t}}+\nabla \mathbf {J} =0\,.}

### Câmp electric și câmp magnetic
Câmpul electromagnetic e caracterizat cantitativ prin forța exercitată, în fiecare punct din spațiu și în fiecare moment, asupra unei sarcini sondă introdusă în câmp. Aceasta trebuie să fie suficient de mică și suficient de bine localizată, pentru a obține o măsură nedistorsionată și precisă a câmpului, la scară macroscopică. Se constată că forța e proporțională cu sarcina electrică {\displaystyle q\,} și depinde, pe lângă poziția {\displaystyle \mathbf {r} }, și de viteza {\displaystyle \mathbf {v} } a ei în raport cu sonda. Ea poate fi parametrizată în forma
{\displaystyle \left(2\right)}{\displaystyle \mathbf {F} =q\left(\mathbf {E} +\mathbf {v} \times \mathbf {B} \right)\,,}
numită forța Lorentz. Câmpurile vectoriale {\displaystyle \mathbf {E} \,} și {\displaystyle \mathbf {B} \,} se numesc, respectiv, câmp electric și câmp magnetic; ele alcătuiesc împreună câmpul electromagnetic.
Definiția câmpului electromagnetic este completată cu principiul superpoziției: dacă mai multe surse (distribuții de sarcini și curenți) sunt reunite, câmpul electromagnetic rezultant este suma câmpurilor produse de fiecare dintre surse, luată separat.

### Unități
Principiile electrodinamicii sunt exprimate cantitativ prin ecuații (diferențiale sau integrale) care leagă vectorii câmp electromagnetic  de sursele lor. Dimensiunile fizice și valorile numerice ale coeficienților din aceste ecuații depind de sistemul de unități de măsură utilizat. În sistemul internațional de unități, utilizat curent în aplicațiile electrodinamicii la scară macroscopică, intervin două mărimi fundamentale, definite astfel:
permeabilitatea vidului (magnetică)
{\displaystyle \left(3\right)}{\displaystyle \mu _{0}=4\pi \times 10^{-7}N\cdot A^{-2}}
și permitivitatea vidului (electrică)
{\displaystyle \left(4\right)}{\displaystyle \epsilon _{0}={\frac {1}{\mu _{0}\,c^{2}}}\;F\cdot m^{-1}\,.}
Ele sunt așadar legate prin relația
{\displaystyle \left(5\right)}{\displaystyle \mu _{0}\,\epsilon _{0}\ ={\frac {1}{c^{2}}}\,,}
unde {\displaystyle c\,} este viteza luminii în vid, a cărei valoare e definită ca
{\displaystyle \left(6\right)}{\displaystyle \,c=299\;792\;458\;m\cdot s^{-1}\,.}
În studiile teoretice, în special în cele privind electrodinamica la scară microscopică, este preferat sistemul de unități Gauss; electrodinamica cuantică utilizează sistemul de unități Heaviside-Lorentz.

## Ecuațiile electrodinamicii în forma generală
În 1864, Maxwell a formulat „ecuațiile generale ale câmpului electromagnetic” ca „douăzeci de ecuații” pentru „douăzeci de cantități variabile”, făcând observația: „Aceste ecuații sunt deci suficiente pentru a determina toate cantitățile care apar în ele, dacă ne sunt cunoscute condițiile problemei.”  Ele au fost reformulate în 1884, după moartea lui Maxwell, de Heaviside, pentru mărimile cu semnificație fizică directă (câmpul electric și câmpul magnetic), folosind notația compactă a analizei vectoriale.
Ecuațiile lui Maxwell rezultă din formalizarea matematică a legilor experimentale din electrostatică și magnetostatică, completate cu rezultatele experimentale ale lui Faraday privind inducția electromagnetică și cu un termen adăugat de Maxwell, care le transformă într-un sistem coerent și complet. Ele permit determinarea câmpurilor {\displaystyle \mathbf {E} \left(\mathbf {r} ,t\right)} și {\displaystyle \mathbf {B} \left(\mathbf {r} ,t\right)} pentru o distribuție de sarcină {\displaystyle \mathbf {\rho } \left(\mathbf {r} ,t\right)} și curent {\displaystyle \mathbf {J} \left(\mathbf {r} ,t\right)} dată.

### Sarcină statică

Câmpul electric al unei sarcini statice. Divergența câmpului electric e proporțională cu densitatea de sarcină.

În electrostatică, câmpul electric al unei sarcini statice punctiforme este dat de legea lui Coulomb. Pe baza principiului superpoziției, câmpul electric generat de o distribuție de sarcină statică {\displaystyle \rho \left(\mathbf {r} \right)} va fi 
{\displaystyle \left(7\right)}{\displaystyle \mathbf {E} \left(\mathbf {r} \right)={\frac {1}{4\pi \epsilon _{0}}}\int _{V}\rho \left(\mathbf {r} '\right){\frac {\mathbf {r} -\mathbf {r'} }{|\mathbf {r} -\mathbf {r'} |^{3}}}\,dV'\,.}
Prin calcul direct, se obține de aici legea lui Gauss, în formă diferențială 
| {\displaystyle \left(8\right)}{\displaystyle \nabla \mathbf {E} ={\frac {1}{\epsilon _{0}}}\rho \,.} |

Calculând fluxul câmpului {\displaystyle \mathbf {E} \,} printr-o suprafață închisă {\displaystyle S\,} care conține în interior toate sursele câmpului, corespunzând unei sarcini totale {\displaystyle Q\,}, și utilizând teorema lui Gauss, se obține legea lui Gauss sub forma integrală:
| {\displaystyle \left(9\right)}{\displaystyle \oint _{S}\mathbf {E} \,d\mathbf {S} ={\frac {1}{\epsilon _{0}}}Q\,.} |

Calculul direct al rotorului duce la ecuația 
{\displaystyle \left(10\right)}{\displaystyle \nabla \times \mathbf {E} =0\,,}
a cărei valabilitate e însă limitată la electrostatică.

### Curent staționar

Câmpul magnetic al unui curent staționar. Rotorul câmpului magnetic e proporțional cu densitatea de curent.

În magnetostatică, câmpul magnetic al unui curent staționar filiform este dat de legea Biot-Savart. Pe baza principiului superpoziției, câmpul magnetic generat de o distribuție de curent staționară {\displaystyle \mathbf {J} \left(\mathbf {r} \right)} va fi 
{\displaystyle \left(11\right)}{\displaystyle \mathbf {B} \left(\mathbf {r} \right)={\frac {\mu _{0}}{4\pi }}\int _{V}\mathbf {J} \left(\mathbf {r} '\right)\times {\frac {\mathbf {r} -\mathbf {r'} }{|\mathbf {r} -\mathbf {r'} |^{3}}}\,dV'\,.}
Prin calcul direct, se obține de aici legea lui Gauss din magnetostatică, în formă diferențială 
| {\displaystyle \left(12\right)}{\displaystyle \nabla \mathbf {B} =0\,;} |

ea exprimă faptul că nu există surse statice ale unui câmp magnetic (monopoli magnetici). În formă integrală:
| {\displaystyle \left(13\right)}{\displaystyle \oint _{S}\mathbf {B} \,d\mathbf {S} =0\,,} |

pentru orice suprafață închisă {\displaystyle S\,.}
Calculul direct al rotorului duce la legea lui Ampère 
{\displaystyle \left(14\right)}{\displaystyle \nabla \times \mathbf {B} =\mu _{0}\,\mathbf {J} \,,}
a cărei valabilitate e însă limitată la magnetostatică.

### Câmp magnetic variabil

Un câmp magnetic variabil induce un câmp electric.

Inducția electromagnetică, descoperită experimental de Faraday, constă în faptul că un câmp magnetic variabil induce un câmp electric. Legea lui Faraday, reformulată matematic de Maxwell, este: 
| {\displaystyle \left(15\right)}{\displaystyle \oint _{C}\mathbf {E} \,d{\boldsymbol {\ell }}=-{\frac {d}{dt}}\int _{S}\mathbf {B} \,d\mathbf {S} \,,} |

unde {\displaystyle C\,} e o curbă închisă, iar {\displaystyle S\,} o suprafață deschisă delimitată de {\displaystyle C.} Utilizând teorema lui Stokes, se obține forma diferențială a acestei ecuații
| {\displaystyle \left(16\right)}{\displaystyle \nabla \times \mathbf {E} =-{\frac {\partial \mathbf {B} }{\partial t}}\,,} |

care extinde ecuația (10) la câmpuri variabile în timp.

### Câmp electric variabil

Un câmp electric variabil induce un câmp magnetic.

Legea lui Ampère nu poate fi corectă în cazul general: calculând divergența ecuației (14) se obține {\displaystyle \mu _{0}\nabla \mathbf {J} }, pe când divergența unui rotor este identic nulă. Maxwell a eliminat această contradicție adăugând un termen suplimentar, ceea ce echivalează cu ipoteza că un câmp electric variabil induce un câmp magnetic: 
| {\displaystyle \left(17\right)}{\displaystyle \nabla \times \mathbf {B} =\mu _{0}\,\mathbf {J} +\mu _{0}\epsilon _{0}\,{\frac {\partial \mathbf {E} }{\partial t}}\,.} |

Forma integrală a acestei ecuații se obține cu ajutorul teoremei lui Stokes:
| {\displaystyle \left(18\right)}{\displaystyle \oint _{C}\mathbf {B} \,d{\boldsymbol {\ell }}=\mu _{0}I+\mu _{0}\epsilon _{0}\,{\frac {d}{dt}}\int _{S}\mathbf {E} \,d\mathbf {S} \,,} |

unde {\displaystyle I\,} e curentul care trece prin suprafața deschisă {\displaystyle S\,} delimitată de {\displaystyle C.}
|                                            | în formă diferențială | în formă integrală |
| ------------------------------------------ | --- | --- |
| Legea lui Gauss (electrostatică)           | {\displaystyle \nabla \mathbf {E} ={\frac {1}{\epsilon _{0}}}\rho }                                                                  | (fluxul câmpului E printr-o suprafață închisă) = {\displaystyle {\frac {1}{\epsilon _{0}}}} (sarcina din interiorul volumului delimitat de suprafață)                                                                            |
| Legea lui Faraday (reformulată de Maxwell) | {\displaystyle \nabla \times \mathbf {E} =-{\frac {\partial \mathbf {B} }{\partial t}}}                                              | (circulația câmpului E pe o curbă închisă) = {\displaystyle -{\frac {d}{dt}}} (fluxul câmpului B prin suprafața delimitată de curbă)                                                                                             |
| Legea lui Gauss (magnetostatică)           | {\displaystyle \nabla \mathbf {B} =0}                                                                                                | (fluxul câmpului B printr-o suprafață închisă) = 0 |
| Legea lui Ampère (completată de Maxwell)   | {\displaystyle \nabla \times \mathbf {B} =\mu _{0}\,\mathbf {J} +\mu _{0}\epsilon _{0}\,{\frac {\partial \mathbf {E} }{\partial t}}} | (circulația câmpului B pe o curbă închisă) = {\displaystyle \mu _{0}} (curentul prin suprafața delimitată de curbă) {\displaystyle +\mu _{0}\epsilon _{0}{\frac {d}{dt}}} (fluxul câmpului E prin suprafața delimitată de curbă) |

## Potențiale electromagnetice
Astfel formulate, ecuațiile electrodinamicii alcătuiesc un sistem de ecuații cu derivate parțiale de ordinul întâi pentru șase funcții necunoscute: componentele câmpurilor electric și magnetic. Ele pot fi reformulate ca un sistem de ecuații de ordinul doi pentru patru funcții necunoscute: potențialele electromagnetice. Ecuațiile omogene (legea lui Gauss din magnetostatică și legea lui Faraday) sunt automat satisfăcute de soluția 
{\displaystyle \left(19\right)}{\displaystyle \mathbf {B} =\nabla \times \mathbf {A} \,,}
{\displaystyle \left(20\right)}{\displaystyle \mathbf {E} =-\nabla \Phi -{\frac {\partial \mathbf {A} }{\partial t}}\,,}
unde {\displaystyle \mathbf {A} \left(\mathbf {r} ,t\right)} și {\displaystyle \Phi \left(\mathbf {r} ,t\right)} se numesc, respectiv, potențial vector și potențial scalar. Din ecuațiile neomogene (legea lui Gauss din electrostatică și legea lui Ampère) rezultă că ele satisfac ecuațiile
{\displaystyle \left(21\right)}{\displaystyle \nabla ^{2}\Phi +{\frac {\partial }{\partial t}}\left(\nabla \mathbf {A} \right)=-{\frac {1}{\epsilon _{0}}}\rho \,,}
{\displaystyle \left(22\right)}{\displaystyle \left(\nabla ^{2}\mathbf {A} -\mu _{0}\epsilon _{0}\,{\frac {\partial ^{2}\mathbf {A} }{\partial t^{2}}}\right)-\nabla \left(\nabla \mathbf {A} +\mu _{0}\,\epsilon _{0}{\frac {\partial \Phi }{\partial t}}\right)=-\mu _{0}\,\mathbf {J} \,.}
Forma lor poate fi ajustată observând că expresiile câmpurilor, (19) și (20), sunt invariante la o modificare a potențialelor, zisă transformare de etalonare, de forma
{\displaystyle \left(23\right)}{\displaystyle \mathbf {A} \to \mathbf {A} '=\mathbf {A} +\nabla \Lambda \,,}
{\displaystyle \left(24\right)}{\displaystyle \Phi \to \Phi '=\Phi -{\frac {\partial \Lambda }{\partial t}}\,,}
unde {\displaystyle \Lambda \left(\mathbf {r} ,t\right)} e o funcție scalară arbitrară. Această invarianță la etalonare poate fi folosită pentru a aduce ecuațiile (21) și (22) la o formă mai simplă, convenabilă în problema particulară studiată.

### Etalonarea Coulomb
Alegând potențialul vector ca în magnetostatică, adică astfel ca
{\displaystyle \left(25\right)}{\displaystyle \nabla \mathbf {A} =0\,,}
potențialul scalar va satisface ecuația lui Poisson
{\displaystyle \left(26\right)}{\displaystyle \nabla ^{2}\Phi =-{\frac {1}{\epsilon _{0}}}\rho \,,}
a cărei soluție formală e cunoscută din electrostatică (potențial coulombian). Însă, spre deosebire de electrostatică, potențialul scalar e dependent de timp, iar potențialul vector nu e constant. Separând în densitatea de curent componenta longitudinală (irotațională) cu {\displaystyle \nabla \times \mathbf {J} _{l}=0} de cea transversală (solenoidală) cu {\displaystyle \nabla \mathbf {J} _{t}=0\,,} se constată că potențialul vector satisface ecuația undelor, având ca sursă curentul transversal:
{\displaystyle \left(27\right)}{\displaystyle \nabla ^{2}\mathbf {A} -\mu _{0}\,\epsilon _{0}{\frac {\partial ^{2}\mathbf {A} }{\partial t^{2}}}=-\mu _{0}\mathbf {J} _{t}\,.}
Componenta transversală (de radiație) a unui câmp electromagnetic e determinată de potențialul vector, potențialul scalar contribuind doar la componenta longitudinală (potențial coulombian instantaneu). 

### Etalonarea Lorenz
Alegând etalonarea astfel încât 
{\displaystyle \left(28\right)}{\displaystyle \nabla \mathbf {A} =-\mu _{0}\,\epsilon _{0}{\frac {\partial \Phi }{\partial t}}\,,}
și ținând seama de (5), potențialele electromagnetice vor satisface ecuația undelor:
{\displaystyle \left(29\right)}{\displaystyle \nabla ^{2}\mathbf {A} -{\frac {1}{c^{2}}}{\frac {\partial ^{2}\mathbf {A} }{\partial t^{2}}}=-\mu _{0}\,\mathbf {J} \,,}
{\displaystyle \left(30\right)}{\displaystyle \nabla ^{2}\Phi -{\frac {1}{c^{2}}}{\frac {\partial ^{2}\Phi }{\partial t^{2}}}=-{\frac {1}{\epsilon _{0}}}\rho \,.}
Sursa potențialului vector e densitatea de curent, sursa potențialului scalar e densitatea de sarcină.

## Unde electromagnetice
În „spațiu liber”, adică într-o regiune în care nu există sarcini și curenți electrici, câmpurile electric și magnetic pot fi decuplate în ecuațiile lui Maxwell, transformându-le în ecuații de ordinul doi: 
{\displaystyle \left(31\right)}{\displaystyle \nabla ^{2}\mathbf {E} -{\frac {1}{c^{2}}}{\frac {\partial ^{2}\mathbf {E} }{\partial t^{2}}}=0\,,}
{\displaystyle \left(32\right)}{\displaystyle \nabla ^{2}\mathbf {B} -{\frac {1}{c^{2}}}{\frac {\partial ^{2}\mathbf {B} }{\partial t^{2}}}=0\,.}
Componentele câmpului electromagnetic satisfac ecuația undelor omogenă, cu o viteză de propagare egală cu viteza luminii în vid (5). Câmpurile {\displaystyle \mathbf {E} } și {\displaystyle \mathbf {B} } sunt ortogonale între ele și ortogonale pe direcția de propagare, indicată de vectorul Poynting (36). 
În prezența unor surse (sarcini și curenți), potențialele electromagnetice satisfac ecuațiile undelor neomogene (29) și (30). Din etalonarea Coulomb rezultă că la componenta de radiație, datorată curenților transversali, se adaugă un potențial coulombian instantaneu.

## Legi de conservare
În interiorul unui obiect macroscopic există sarcini și curenți; asupra fiecărui element de volum, câmpul electromagnetic acționează cu o forță
{\displaystyle \left(33\right)}{\displaystyle \mathbf {f} =\rho \left(\mathbf {E} +\mathbf {v} \times \mathbf {B} \right)=\rho \,\mathbf {E} +\mathbf {J} \times \mathbf {B} \,,}
modificându-i starea de mișcare. Obiectul poate radia sau absorbi energie, accelerația imprimată de forța Lorentz îi va modifica impulsul. Legile de conservare ale mecanicii trebuie completate, pentru a include în bilanțul total cantitățile transferate prin suprafața care delimitează obiectul.

### Energie
Variația în timp a densității de energie a materiei, sub acțiunea câmpului electromagnetic, provenită din lucrul mecanic al forței (33) este 
{\displaystyle \left(34\right)}{\displaystyle {\frac {dw}{dt}}=\rho \left(\mathbf {E} +\mathbf {v} \times \mathbf {B} \right)\mathbf {v} =\mathbf {E} \,\mathbf {J} =-{\frac {\partial u}{\partial t}}-\nabla \mathbf {S} \,,}
unde
{\displaystyle \left(35\right)}{\displaystyle u={\frac {1}{2}}\left(\epsilon _{0}\,E^{2}+{\frac {1}{\mu _{0}}}B^{2}\right)\,,}
{\displaystyle \left(36\right)}{\displaystyle \mathbf {S} ={\frac {1}{\mu _{0}}}\left(\mathbf {E} \times \mathbf {B} \right)\,.}
Relația (34) are forma unei ecuații de continuitate. Integrând peste întreg volumul ocupat de materia încărcată electric și utilizând teorema lui Gauss se obține legea de conservare echivalentă: 
{\displaystyle \left(37\right)}{\displaystyle {\frac {d}{dt}}\int _{V}w\,dV=-{\frac {d}{dt}}\int _{V}u\,dV-\oint _{\mathfrak {S}}\mathbf {S} \,d{\mathfrak {S}}\,.}
Interpretând pe {\displaystyle u\,} ca densitate de energie a câmpului electromagnetic, iar pe {\displaystyle \mathbf {S} } (numit vector Poynting) ca densitate a fluxului de energie, această relație exprimă conservarea energiei în câmp electromagnetic (teorema lui Poynting).

### Impuls
Conform principiului al doilea al mecanicii, variația în timp a densității de impuls a materiei, sub acțiunea câmpului electromagnetic, este 
{\displaystyle \left(38\right)}{\displaystyle {\frac {d\mathbf {p} }{dt}}=\mathbf {f} =-\mu _{0}\epsilon _{0}{\frac {\partial \mathbf {S} }{\partial t}}+\nabla \mathbf {T} \,,}
unde {\displaystyle \mathbf {T} } e tensorul tensiunilor în câmp electromagnetic:
{\displaystyle \left(39\right)}{\displaystyle T_{ik}=\epsilon _{0}\left(E_{i}E_{k}-{\frac {1}{2}}\delta _{ik}e^{2}\right)+{\frac {1}{\mu _{0}}}\left(B_{i}B_{k}-{\frac {1}{2}}\delta _{ik}B^{2}\right)\,.}
Relația (38) are forma unei ecuații de continuitate. Integrând peste întreg volumul ocupat de materia încărcată electric și utilizând teorema lui Gauss (pentru un câmp tensorial) se obține legea de conservare a impulsului în câmp electromagnetic: 
{\displaystyle \left(40\right)}{\displaystyle {\frac {d}{dt}}\int _{V}\mathbf {p} \,dV=-{\frac {d}{dt}}\int _{V}\mu _{0}\epsilon _{0}\,\mathbf {S} \,dV+\oint _{\mathfrak {S}}\mathbf {T} \,d{\mathfrak {S}}\;;}
densitatea de impuls este {\displaystyle \mu _{0}\epsilon _{0}\,\mathbf {S} }, iar densitatea fluxului de impuls este tensorul tensiunilor.

## Ecuațiile electrodinamicii într-un mediu material

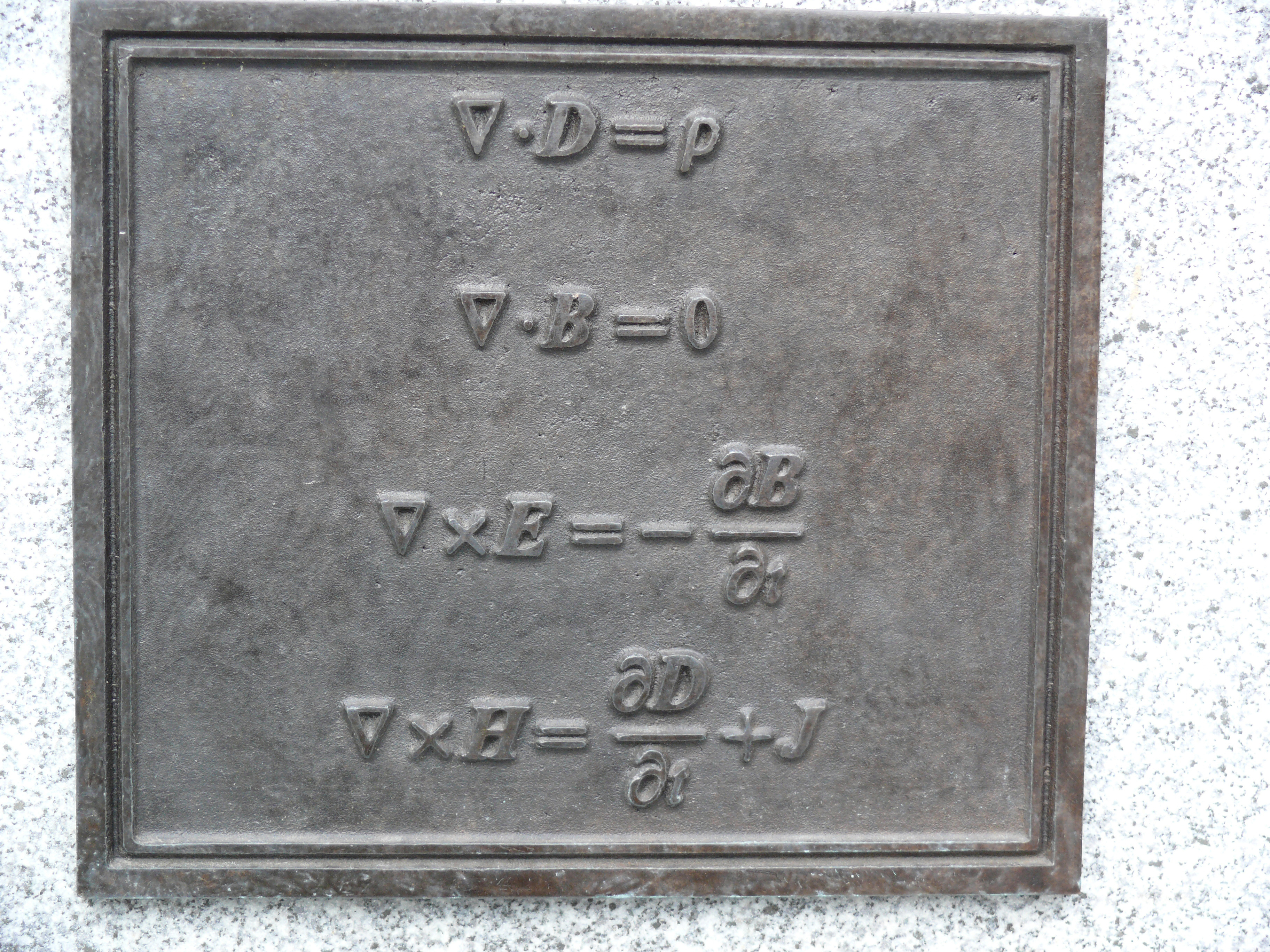
Ecuațiile lui Maxwell, pe soclul unui monument din Edinburgh.

Ecuațiile lui Maxwell în forma lor generală conțin, ca surse ale câmpului electromagnetic, densitățile de sarcină și curent totale {\displaystyle \rho } și {\displaystyle \mathbf {J} }. Acestea includ, pe lângă sursele „libere”, existente la scară macroscopică, și surse la scară microscopică, induse de câmpul electromagnetic prin acțiunea sa asupra componenților încărcați electric ai materiei (electroni și protoni). În aplicații e preferabil ca ecuațiile să conțină explicit doar sursele libere {\displaystyle \rho _{f}} și {\displaystyle \mathbf {J} _{f}\,;} efectul surselor induse este inclus în câmpuri auxiliare, definite în funcție de constante de material macroscopice.
Într-un câmp electric, un obiect macroscopic prezintă fenomenul de  polarizare, descris cantitativ prin vectorul polarizare {\displaystyle P\,}, definit ca momentul electric dipolar pe unitate de volum. Similar, într-un câmp magnetic apare fenomenul de magnetizare, caracterizat prin vectorul magnetizare {\displaystyle M\,}, momentul magnetic dipolar pe unitate de volum. Polarizarea corespunde unei densități de sarcină legată {\displaystyle \rho _{b}=-\nabla \mathbf {P} } și unei densități de curent de polarizare {\displaystyle \mathbf {J} _{p}={\frac {\partial P}{\partial t}}\,;} magnetizarea produce o densitate de curent legat {\displaystyle \mathbf {J} _{b}=\nabla \times \mathbf {M} \,.}  Densitățile de sarcină și curent totale, care figurează în ecuațiile lui Maxwell în forma generală, rezultă din însumarea surselor libere, legate și de polarizare:
{\displaystyle \left(41\right)}{\displaystyle \rho =\rho _{f}+\rho _{b}=\rho _{f}-\nabla \mathbf {P} \,,}
{\displaystyle \left(42\right)}{\displaystyle \mathbf {J} =\mathbf {J} _{f}+\mathbf {J} _{b}+\mathbf {J} _{p}=\mathbf {J} _{f}+\nabla \times \mathbf {M} +{\frac {\partial P}{\partial t}}\,.}
Eliminarea surselor legate și de polarizare se face definind câmpurile induse 
{\displaystyle \left(43\right)}{\displaystyle \mathbf {D} =\epsilon _{0}\mathbf {E} +\mathbf {P} \,,}
{\displaystyle \left(44\right)}{\displaystyle \mathbf {H} ={\frac {1}{\mu _{0}}}\mathbf {B} -\mathbf {M} \,.}
Ecuațiile rezultante conțin două perechi de câmpuri, {\displaystyle \left(\mathbf {E} ,\mathbf {B} \right)} și {\displaystyle \left(\mathbf {D} ,\mathbf {H} \right)}; pentru rezolvarea lor e necesară cunoașterea unor relații de material care să exprime câmpurile induse în funcție de câmpurile fundamentale.
|                                            | în formă diferențială                                                                                   | în formă integrală |
| ------------------------------------------ | --- | --- |
| Legea lui Gauss (electrostatică)           | {\displaystyle \nabla \mathbf {D} =\rho _{f}}                                                           | (fluxul câmpului D printr-o suprafață închisă) = (sarcina liberă din interiorul volumului delimitat de suprafață)                                                                        |
| Legea lui Faraday (reformulată de Maxwell) | {\displaystyle \nabla \times \mathbf {E} =-{\frac {\partial \mathbf {B} }{\partial t}}}                 | (circulația câmpului E pe o curbă închisă) = {\displaystyle -{\frac {d}{dt}}} (fluxul câmpului B prin suprafața delimitată de curbă)                                                     |
| Legea lui Gauss (magnetostatică)           | {\displaystyle \nabla \mathbf {B} =0}                                                                   | (fluxul câmpului B printr-o suprafață închisă) = 0 |
| Legea lui Ampère (completată de Maxwell)   | {\displaystyle \nabla \times \mathbf {H} =\mathbf {J} _{f}+{\frac {\partial \mathbf {D} }{\partial t}}} | (circulația câmpului H pe o curbă închisă) = (curentul liber prin suprafața delimitată de curbă) {\displaystyle +{\frac {d}{dt}}} (fluxul câmpului D prin suprafața delimitată de curbă) |

## Teoreme de analiză vectorială utilizate în electrodinamică
Un câmp vectorial F definit pe spațiul vectorial tridimensional R3 satisface teoremele următoare.

### Teorema lui Gauss
Fluxul câmpului vectorial F prin suprafața închisă S este egal cu integrala divergenței lui F pe volumul V delimitat de S.
{\displaystyle \left(45\right)}{\displaystyle \oint _{S}\mathbf {F} \,d\mathbf {S} =\int _{V}\left(\nabla \mathbf {F} \right)dV}

### Teorema lui Stokes
Circulația câmpului vectorial F pe curba închisă C este egală cu fluxul rotorului lui F prin suprafața S delimitată de C.
{\displaystyle \left(46\right)}{\displaystyle \oint _{C}\mathbf {F} \,d{\boldsymbol {\ell }}=\int _{S}\left(\nabla \times \mathbf {F} \right)d\mathbf {S} }